# Burmeistera almedae
Burmeistera almedae là loài thực vật có hoa trong họ Hoa chuông. Loài này được Wilbur mô tả khoa học đầu tiên năm 1975 publ. 1976.